# Tinción de Verhoeff

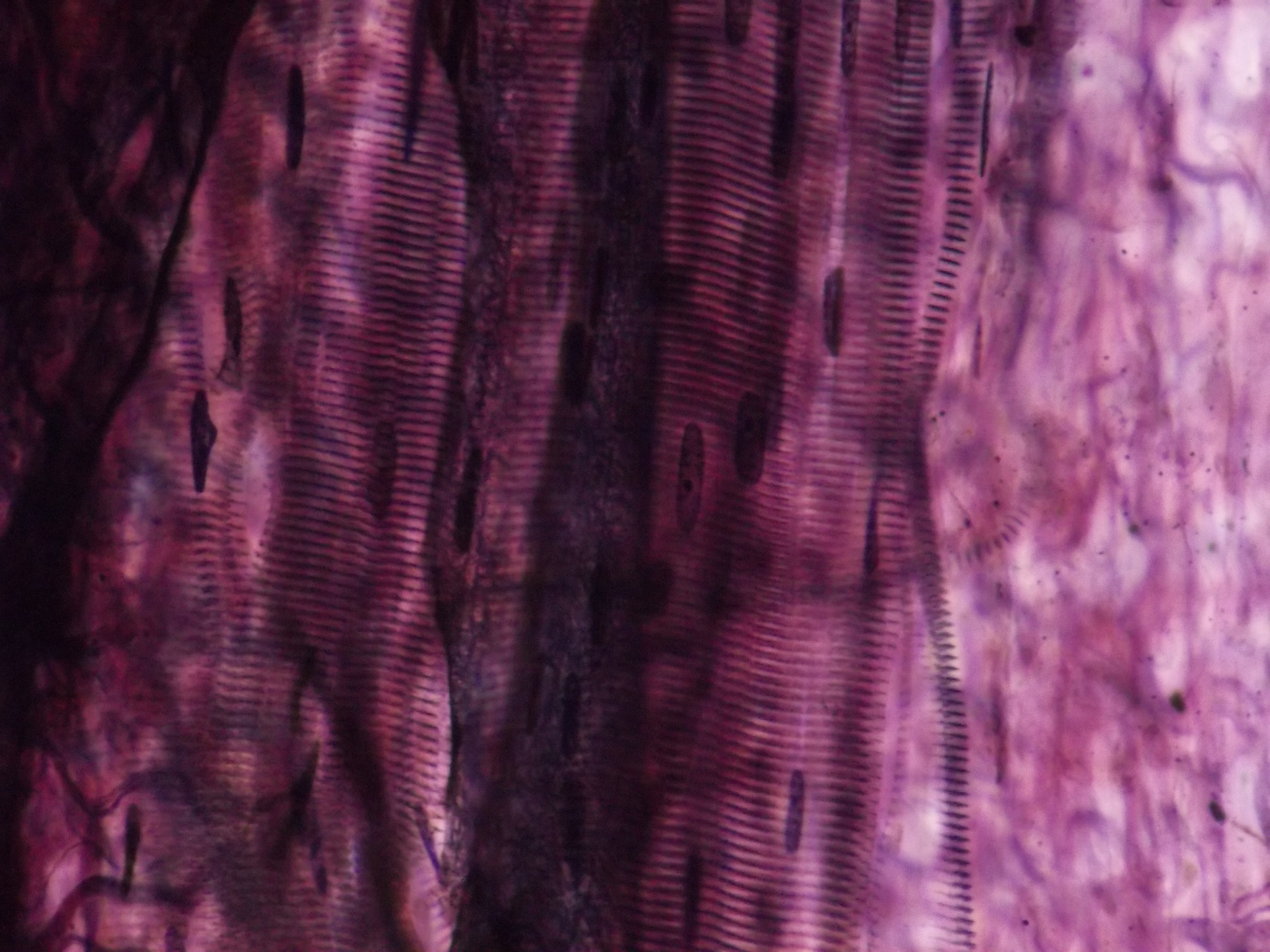
Fibras de músculo esquelético en un corte histológico de aponeurosis teñido con este procedimiento.

La tinción de Verhoeff o también de Verhoeff-Van Gieson (VVG) es una técnica utilizada en histología. Fue desarrollada por el cirujano, oftalmólogo y patólogoestadounidense Frederick Verhoeff en 1908. Se utiliza para evidenciar las fibras elásticas en un tejido biológico y en especial las enfermedades que lo afectan.
Forma enlaces catiónicos, aniónicos y no iónicos con la elastina, el constituyente principal del tejido elástico fibroso. La elastina tiene una afinidad fuerte por el complejo hierro-hematoxilina formado por los reactivos en la tinción y por lo tanto la retendrá mucho más tiempo que otros componentes del tejido, por lo que aparecerá teñida, mientras los otros elementos aparecen poco coloreados. El uso de tiosulfato de sodio remueve el exceso de iodo y se utiliza una contratinción (mayoritariamente tinción de Van Gieson) para dar contraste a la tinción principal. Las fibras elásticas y los núcleos celulares se tiñen de negro, las fibras de colágeno de rojo y otros elementos del tejido incluyendo el citoplasma se tiñen de amarillo.

## Reactivos
La tinción de Verhoeff es una combinación de los siguientes reactivos:
- Hematoxilina
- Cloruro de hierro (III)
- Lugol
- Tinción de Van Gieson
- Fucsina ácida
- Ácido pícrico
- Tiosulfato de sodio